# Ilyocryptus cornutus
Ilyocryptus cornutus är en kräftdjursart som beskrevs av Mord. -bolt., et al 1972. Ilyocryptus cornutus ingår i släktet Ilyocryptus och familjen Ilyocryptidae. Inga underarter finns listade i Catalogue of Life.